# Parigi-Bourges 1976
La Parigi-Bourges 1976, ventisettesima edizione della corsa e valevole come prova del circuito UCI categoria CB.1, si svolse l'8 giugno 1976 e fu vinta dal francese Jean-Luc Molinéris.

## Ordine d'arrivo (Top 10)
| Pos. | Corridore          | Squadra | Tempo |
| ---- | ------------------ | ------- | ----- |
| 1    | Jean-Luc Molinéris | Peugeot |       |
| 2    | Raymond Martin     | Gitane  |       |
| 3    | Andre Gevers       | Lejeune |       |
| 4    | Raymond Poulidor   | Mercier |       |
| 5    | Willy Teirlinck    | Gitane  |       |
| 6    | Joop Zoetemelk     | Mercier |       |
| 7    | Charles Rouxel     | Peugeot |       |
| 8    | Ludo Van Staeyen   | Rokado  |       |
| 9    | Hubert Mathis      | Miko    |       |
| 10   | Antoine Gutierrez  | Miko    |       |